# Bourg-la-Reine
Bourg-la-Reine è un comune francese di 20 121 abitanti situato nel dipartimento dell'Hauts-de-Seine nella regione dell'Île-de-France.
Si trova circa 12 km a sud del centro di Parigi.

## Società

### Evoluzione demografica
Abitanti censiti

## Amministrazione

### Gemellaggi
Bourg-la-Reine è gemellata con:
- Monheim, dal 2000[3]
- Sulejówek
- Reghin
- Kenilworth